# Hot Stuff (Creedence Clearwater Revival)
Hot Stuff è il diciassettesimo album, nonché ottava raccolta ufficiale, dei Creedence Clearwater Revival, pubblicato nell'ottobre 1986 dalla Rsp Records.

## Tracce
1. Born On The Bayou
2. Hey Tonight
3. Porterville
4. Bootleg
5. Wrote A Song For Everyone
6. Bad Moon Rising
7. Keep On Choogling
8. Ninety-Nine And A Half (Won't Do)
9. The Midnight Special
10. Pagan Baby

## Formazione
- John Fogerty - chitarra, voce
- Tom Fogerty - chitarra
- Doug Clifford - batteria
- Stu Cook - basso